# Igreja Matriz de Aldoar
A Igreja Matriz Nova de Aldoar localiza-se na freguesia de Aldoar, cidade, concelho e distrito do Porto, em Portugal.

## História
Este templo nasceu da necessidade de um novo espaço de oração na paróquia, que fosse maior e mais bem preparado do que a primitiva matriz, a Igreja da Vilarinha. Foi projetado por Alfredo Moreira da Silva, que desenhou um edifício em forma de tenda, tentando transmitir aos fiéis a ideia de um espaço de acolhimento, encontro, passagem e comunhão, que os acolhe dentro da sua lona, que os abraça.
A nova igreja foi inaugurada em 1988. Ocupa 1200 metros quadrados e pode acolher 560 pessoas sentadas e outras mil em pé. Custou 63.300 contos com 28.295 contos de comparticipação estatal.